# James Dillion
James Dillion (Plain City (Ohio), Estados Unidos, 2 de mayo de 1929-16 de septiembre de 2010) fue un atleta estadounidense, especialista en la prueba de lanzamiento de disco en la que llegó a ser medallista de bronce olímpico en 1952.

## Carrera deportiva
En los JJ. OO. de Helsinki 1952 ganó la medalla de bronce en el lanzamiento de disco, llegando hasta los 53.28 metros, siendo superado por su compatriota Sim Iness (oro con 55.03 metros que fue récord olímpico) y por el italiano Adolfo Consolini (plata).